# Craig Nisker
Craig Nisker est un réalisateur, producteur et monteur américain.

## Filmographie
- 2003 : Rose's Garden